# Wilhelm Valentin Volckmar
Wilhelm Valentin Volckmar (Hersfeld, 26 de desembre del 1812 - Homberg, 27 d'agost del 1887) fou compositor i organista alemany.
Estudià amb diversos mestres particulars, i també al Gimnàs de Rintein, i després d'haver-se dedicat durant algun temps a l'ensenyança particular, el 1835 fou nomenat professor de música del Seminari de Homberg i més tard director reial de música. Les seves composicions per a orgue foren molt apreciades, i entre elles cal mencionar: 20 sonates, nombrosos concerts i una simfonia, així com un Método, Schule der Gelaufigkeit für die Orgel, i nombroses obres vocals, principalment religioses.